# Quapoya bracteolata
Quapoya bracteolata là một loài thực vật có hoa trong họ Bứa. Loài này được (Planch. & Triana) Sandwith miêu tả khoa học đầu tiên năm 1931.